# هروز علیا
هروز علیا، روستایی از توابع بخش کوهساران شهرستان راور در استان کرمان ایران است

## جمعیت
این روستا در دهستان هروز قرار دارد و براساس سرشماری مرکز آمار ایران در سال ۱۳۸۵، جمعیت آن ۲۷۰ نفر (۷۳خانوار) بوده‌است.